# Granični prijelaz Arida
Granični prijelaz Arida je međunarodni granični prijelaz između Sirije i Libanona u mjestu Arida u Libanonu. Nalazi se na obalnoj međunarodnoj autocesti između Tartusa (Sirija) i Tripolija (Libanon).